# ديف روبرتس (سياسي)
ديف روبرتس (بالإنجليزية: Dave Roberts)‏ هو سياسي أمريكي، ولد في 1960 في الولايات المتحدة. حزبياً، نشط في الحزب الديمقراطي.

## وصلات خارجية
- الموقع الرسمي